# Eugen Suchoň

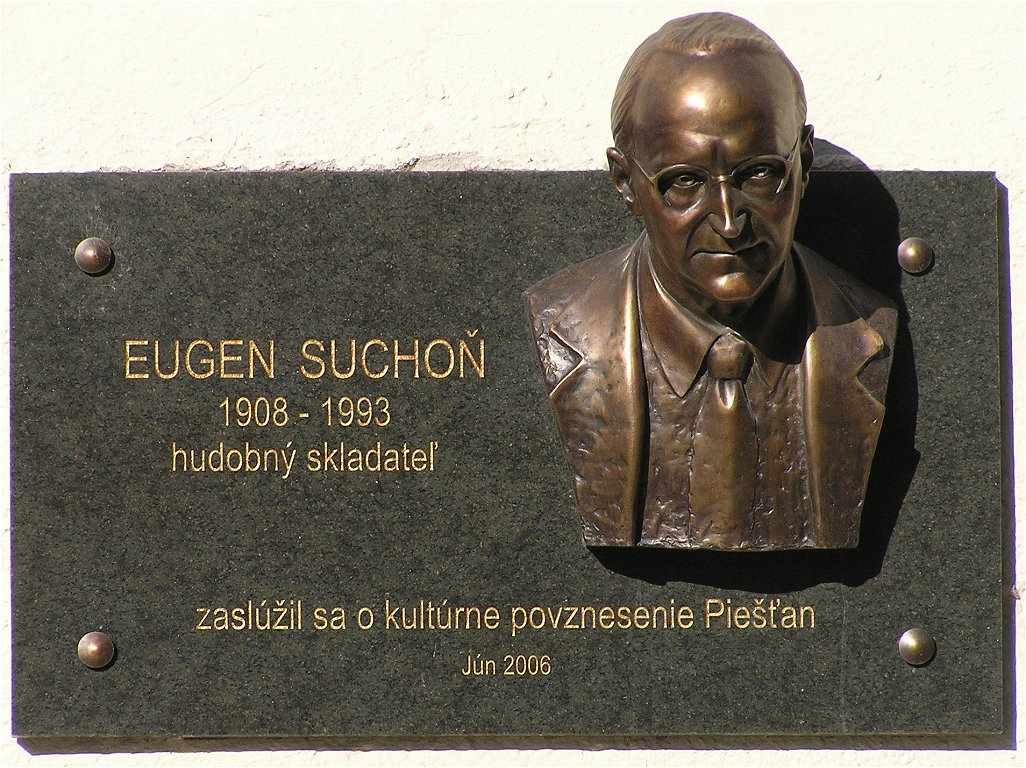
La lapide che lo ricorda nella via a lui dedicata a Piešťany

Eugen Suchoň (Pezinok, 25 settembre 1908 – Bratislava, 5 agosto 1993) è stato un compositore slovacco.

## Biografia
Trascorse tutta l'infanzia a Pezinok e ricevette i primi rudimenti della musica in famiglia, in quanto il padre Ladislav era organista e la madre Serafina era pianista. Dal 1917 al 1923 frequentò il ginnasio e contemporaneamente, dal 1920 la Scuola musicale di Bratislava, dove ebbe come insegnante di pianoforte Frico Kafenda. Nel 1923 fondò un'orchestra da camera, che diresse nel preludio de Le nozze di Figaro. Il repertorio della sua orchestra include opere di Keller, Franz von Suppé, Čajkovskij, Mozart e Beethoven. 
In questo periodo incomincia anche a comporre e si diletta dipingendo quadri a olio. Durante l'era del film muto suonava il pianoforte durante gli spettacoli nei cinema di Modra e Pezinok. Lavorava come accompagnatore per il maestro di danza Tyroler. Accompagnava all'organo le messe domenicali.
Dal 1927 al 1931 frequentò il Conservatorio di Bratislava (all'epoca chiamato "Accademia musicale e drammatica"), ove Frico Kafenda gli fu insegnante di pianoforte e di composizione e Josef Vincourek di direzione. A quest'epoca incomincia la carriera musicale professionistica. Il primo brano composto sotto la guida di Kafenda fu un Preludio in la bemolle maggiore; concluse gli studi con la composizione di un quartetto d'archi.
A Bratislava entrò in rapporti di amicizia con gli intellettuali, non solo nei circoli di musica, ma anche nei circoli di scrittori e artisti: conobbe fra gli altri Ján Smrek, Martin Benka, Ľudovít Fulla, Ján Mudroch, Peter Matejka e Janko Alexy, i poeti Ján Kostra, Ladislav Novomeský e il critico letterario Alexander Matuška.
Proseguì gli studi di composizione fino al 1933 a Praga, con il maestro Vítězslav Novák. Nel 1933 divenne professore di materie teoriche. Fu la sua Baladická suita ad aprirgli le porte del mondo, a cui contribuì anche la prestigiosa edizione della casa Universal Edition di Vienna. La versione per pianoforte fu registrata da Líza Fuchsová e una settimana dopo fu registrata dall'Orchestra Sinfonica di Bratislava diretta da Karel Nedbal. Fu eseguita poi a Dresda, Berlino, Vienna, Rotterdam, Friburgo in Brisgovia, Utrecht, Bucarest, Sofia, Budapest, Zagabria, Basilea e in altre città europee. Fu infine eseguita nel 1949 dall'Orchestra Nazionale Ceca a Praga diretta da Josef Vincourek. Nel maggio dello stesso anno, in occasione della prima Primavera praghese, fu nuovamente rappresentata insieme con il Concertino per pianoforte e orchestra di Ján Cikker e alla I sinfonia di Alexander Moyzes.
Nel 1941 Suchoň era tornato a Bratislava, per insegnare composizione nel locale Conservatorio. Dal 1948 al 1960 fu professore e capo del dipartimento di educazione musicale presso la facoltà pedagogica dell'Università Comenio di Bratislava, dal 1963 al 1974 tenne lezioni di scienze musicali e pedagogia presso la facoltà di lettere della stessa università.

## Riconoscimenti
- 1936: Premio della Regione slovacca per le musiche di scena di Kráľ Svätopluk
- 1936: Premio Bella della città di Bratislava per Baladická suita
- 1941: Premio di stato di I classe per Baladická suita
- 1951: Premio di stato di I classe per l'opera Krútňava
- 1951: Premio di stato di II classe per le musiche del film Boj sa skončí zajtra
- 1954: Premio di stato di II classe per Metamorfózy
- 1958: titolo di Artista nazionale in occasione del suo 50º compleanno
- 1960: Premio di stato di I classe per l'opera Svätopluk
- 1964: Premio Mikuláš Schneider-Trnavský
- 1967: Medaglia commemorativa del Teatro Nazionale Slovacco per i meriti nello sviluppo del teatro slovacco
- 1968: Ordine del Lavoro per l'attività artistica e politico-culturale
- 1968: Cittadinanza onoraria di Pezinok
- 1968: Cittadinanza onoraria di Piešťany
- 1968: Cittadinanza onoraria di Trenčianske Teplice
- 1969: Membro onorario dell'Unione degli autori di Praga
- 1969: Laurea honoris causa dell'Università Comenio di Bratislava
- 1972: Medaglia commemorativa dell'Accademia Janáček di arte musicale di Brno
- 1973: Premio di stato di I classe per la Sinfonia sinfonica su tema BACH
- 1978: Ordine del Febbraio Vittorioso per meriti eccezionali in campo culturale in occasione del suo 70º compleanno
- 1978: Medaglia commemorativa della città di Bratislava per meriti nel progresso
- 1978: Medaglia d'oro dell'Alta scuola di arti musicali di Bratislava
- 1979: Medaglia Talich della Filarmonia slovacca, in occasione del trentennale della Filarmonia
- 1981: Premio Herder
- 1981: Premio annuale dell'editore OPUS per l'opera musicologica Akordika
- 1982: Medaglia d'oro della Zecca di Parigi
- 1988: Ordine della Repubblica in occasione del suo 80º compleanno
- 1991: Premio nazionale della Repubblica Slovacchia all'attività musicale di tutta la sua vita, profondamente unita ai valori fondamentali dell'identità nazionale slovacca.

## Opere

### Balletto
- Angelika (1925-1926), prima rappresentazione (postuma) il 27 settembre 2014, Bratislava, Edificio storico del Teatro Nazionale Slovacco

### Opere
- Ester – incompleta (1927)
- Maškrtka – incompleta  (1927)
- Krútňava (1941-49), libretto di Eugen Suchoň e Štefan Hoza, prima rappresentazione il 10 dicembre 1949
- Svätopluk (1953-59), prima rappresentazione il 10 marzo 1960

### Musica per orchestra
- Ballata per corno e orchestra (1928)
- Sonata in la bemolle maggiore per violino e pianoforte (1929-30)
- Piccola suite con passacaglia (1931-32)
- Burlesque per violino e orchestra (1933)
- Preludio Kráľ Svätopluk (1935)
- Baladická suita (1935)
- Fantasia per violino e orchestra (1948)
- Metamorfózy (1953)
- Sei pezzi per orchestra d'archi (1955-63)
- Rapsodia per pianoforte e orchestra (1965)
- Kaleidoskop (Evoluzioni armoniche), ciclo di composizioni per pianoforte, organo, orchestra d'archi e batteria (1967-69)
- Fantasia sinfonica su B-A-C-H per organo, archi e batteria (1971)
- Concertino per clarinetto e orchestra (1977)

### Musica da camera
- Quartetto d'archi  (1930-31)
- Serenata per quintetto di fiati (1932-33)
- Quartetto per pianoforti (1932-33)
- Sonatina per violino e pianoforte (1937)
- Obrázky zo Slovenska ("Quadri dalla Slovacchia"), sei cicli di brani per pianoforte (1954-55)
- Poema Macabro per violino e pianoforte (1963)
- Contemplazione per voce recitante e pianoforte (1964)
- Elegia e Toccata per pianoforte (1973-78)
- Elegia per trombone e orchestra da camera[1]
- Leggenda per clarinetto e orchestra d'archi[2]

### Musica vocale
- Canzoni pastorali per baritono e pianoforte (1929)
- Canzoni popolari slovacche (1930)
- Nox et solitudo su poesia di Ivan Krasko – ciclo di canzoni (1932)
- Quattro canzoni popolari slovacche per soprano e pianoforte (1936)
- Žalm zeme podkarpatskej ("Salmo della Rutenia subcarpatica") – cantata (1937-38)
- Piesne z hôr ("Canzoni dai monti"), 6 anzoni popolari slovacche per soprano, tenore e piccola orchestra (o pianoforte) (1938-41)
- Canzoncine (1950)
- Terchovské spevy ("Canti di Terchová") (1950)
- Trilogia del sangue: canzoni Ad Astra su poesie di Štefan Žáry (1961)
- Canzone slovacca su poesia di Ján Smrek (1972)
- Do neznáma ("Verso l'ignoto") (1976-77) ciclo di canzoni su testi di Peter Štilich

### Musica corale
- O horách ("Le montagne") – sinfonia vocale (1934-42)
- O človeku ("La persona") – ciclo di cori diversi su poesie di Ján Smrek (1962)

### Musica per film
- Boj sa skončí zajtra (1951)

### Testi di teoria musicale
- "Všeobecná náuka o hudbe" ("Scienza universale della musica") (1955)
- "Akordika v hudbe 20. stor." ("Gli accordi nella musica del XX secolo") (1977)